# 大苞姜属
大苞姜属（学名：Monolophus）是姜科下的一个属，为多年生草本植物。该属共有10种，分布于锡金、印度、缅甸、泰国。

## 下属物种
本属包括以下物种：
- 齿唇大苞姜 Monolophus odontochilus Y.H.Tan & H.B.Ding, 2020[3]